# Stan Jones (fútbol americano)
Stanley Paul Jones (Altoona, Pensilvania, 24 de noviembre de 1931 – Broomfield, Colorado, 21 de mayo de 2010), más conocido como Stan Jones, fue un jugador profesional estadounidense de fútbol americano que se desempeñó en la posición de guard y defensive tackle en la National Football League (NFL). Es miembro del Salón de la Fama del Fútbol Americano Profesional.

## Carrera
Jones jugó como profesional doce temporadas en Chicago Bears (1954-1965), después pasó a Washington Commanders, donde jugó una temporada (1966), y fue el equipo en el que se retiró.

## Reconocimiento
El 27 de julio de 1991, ingresó como miembro al Salón de la Fama del Fútbol Americano Profesional.